# مرد آهنی ۲
مرد آهنی ۲ (به انگلیسی: Iron Man 2) نام سومین فیلم دنیای سینمایی مارول است که توسط مارول استودیوز تولید و پارامونت پیکچرز در سال ۲۰۱۰ توزیع شده‌است. این فیلم بر اساس سری داستان‌های کامیک شخصیت مرد آهنی از مارول کامیکس می‌باشد. جان فاورو کارگردانی فیلم را برعهده داشته‌است. رابرت داونی جونیور، گوینث پالترو، اسکارلت جوهانسون، دان چیدل، میکی رورک و ساموئل ال. جکسون از بازیگران این فیلم هستند.
وقایع این قسمت از داستان با فاصلهٔ ۶ ماه نسبت به قسمت اول رخ می‌دهد؛ تونی استارک خود را به عنوان مرد آهنی به دنیا معرفی کرده‌است و دولت، در پی تصرف تکنولوژی‌های ساخته شده به دست او هستند. ایوان وانکو، در همین حال، در حال ساخت اسلحه‌ای برای خودش با تکنولوژیی مشابه به زره استارک است.
به دنبال موفقیت مرد آهنی در سال ۲۰۰۸، مارول استودیوز سریعاً برای ساخت ادامهٔ فیلم اقدام کرد. در ژوئیه همان سال ثرو برای نوشتن فیلم‌نامه استخدام شد، و فاورو نیز برای کارگردانی این فیلم بازگشت. داونی و پالترو برای بازی در همان نقش‌های قبلی انتخاب شدند در حالی که چیدل جایگزین ترنس هاورد در نقش جیمز رودس شد. در ماه‌های نخست ۲۰۰۹، رورک، راک ول و جوهانسون در نقش‌های مکمل قرار گرفتند تا فیلم در تابستان در مرحلهٔ ساخت قرار بگیرد. مانند قسمت قبلی، فیلم اکثراً در کالیفرنیا و قسمت کوتاهی در موراکو فیلم‌برداری شد. فرش قرمز مرد آهنی ۲ در ۲۶ آوریل ۲۰۱۰ و در شهر لوس آنجلس برگزار شد. این فیلم در ۵۴ کشور بین ۲۸ تا ۳۰ آوریل و قبل از آمریکا (در تاریخ ۷ می) منتشر شد. مرد آهنی ۲ چه از نظر منتقدین و چه از نظر فروش موفقیتی کامل به حساب می‌آید چرا که فروشی در حدود ۶۲۳٫۹ میلیون دلار فروش داشت. همچنین دی‌وی‌دی‌ها و بلو ری‌های آن در ۲۸ سپتامبر ۲۰۱۰ منتشر شدند. مرد آهنی ۳ در ۳ مه ۲۰۱۳ اکران شد. همچنین مرد آهنی ۲ توانست به هفتمین فیلم پرفروش ۲۰۱۰ تبدیل شود.

## داستان
در اخبار روسیه ماجرای رئیس شرکت استارک، تونی استارک که هویت خود را به عنوان مرد آهنی بر ملا می‌کند، پخش می‌شود. ایوان وانکو، کسی که پدرش، آنتون وانکو، به تازگی فوت کرده‌است اخبار را می‌بیند و تصمیم به ساخت آرکی شبیه به آرک استارک می‌گیرد.
تا شش ماه بعد استارک از زره خود برای ایجاد صلحی جهانی در تلاش است. تونی با برگزاری نمایشگاه استارک در فلاشینگ مدوز، سعی دارد تا میراث پدرش هاوارد را زنده نگه دارد. سناتور سترن در تلاش است تا با محکوم کردن استارک در دادگاه، زره را از او بگیرد. استارک با ادعا کردن دور بودن دیگر کشورها و شرکت‌ها از این تکنولوژی و متعلق بودن آن به دارایی‌های شخصی خود، از تسلیم کردن آن به دولت خودداری می‌کند.
هستهٔ پالادیمی آرک که تونی را زنده نگه داشته و انرژی کافی برای زره را تأمین می‌کرد، حالا کم‌کم او را مسموم می‌کند و او نمی‌تواند جایگزینی برای این عنصر پیدا کند. به خاطر ناراحتی و بی پروایی تونی، تصمیم می‌گیرد خبر مرگ نزدیک خود را به کسی نگوید. او دستیار شخصی خود، پپر پاتز را به عنوان مدیر عامل انتخاب می‌کند و ناتالی راشمن را به عنوان دستیار شخصی استخدام می‌کند.
وانکو به استارک در مسابقهٔ ماشین رانی جریان موناکو با شلاقی که توسط آرک تغذیه می‌شود، حمله می‌کند. تونی موفق می‌شود تا وانکو را با زرهٔ قابل حمل خود شکست بدهد اما متوجه می‌شود که او پسر همکار قدیمی پدرش، آنتون وانکو، بوده که با کمک یکدیگر اولین رآکتور آرک را ساخته بودند. آنتون به خاطر همکاری با استارک، از شوروی اخراج شده بود و در فقر مرده بود. با شکست خوردن وانکو و فرستاده شدندش به زندان، جاستین همر رقیب قدیمی استارک، با صحنه‌سازی مرگ وانکو او را از زندان فراری داده و مشغول به ساخت زره‌هایی برای شرکت خودش می‌کند.
استارک در جشنی که باور دارد آخرین جشن تولد عمرش است، مست می‌کند و باعث می‌شود تا دوستش جیمز رودس مداخله کند. رودس زره شماره ۲ را به تن می‌کند و با تونی مبارزه می‌کند. مبارزه این دو با تداخل امواج شلیک شده از دو زره با انفجاری بزرگ پایان می‌پذیرد. بعد از نبرد، رودس به قرارگاه خود بازمی‌گردد. نیک فیوری رئیس شیلد به استارک نزدیک می‌شود و بعد از آنکه جاسوس بودن مأمور ناتاشا رومانوف را برای استارک توضیح می‌دهد، برای او تعریف می‌کند که پدرش هاورد یکی از بنیانگذاران شیلد و از دوستان او بوده‌است. فیوری یک سری از وسایل قدیمی پدر تونی را به او می‌دهد: یک پیغام مخفی شده در دایوراما از نمایشگاه استارک سال ۱۹۷۴ که یک عنصر جدید را نشان می‌دهد. تونی به کمک کامپیوتر خود جارویس از این عنصر یک آرک جدید برای خود می‌سازد.
در نمایشگاه، همر اسلحه‌های ساخته شده به کمک وانکو را به نمایش می‌گذارد و به رودس اجازه می‌دهد تا در زرهٔ شماره ۲ که با اسلحه‌های زیادی تقویت شده‌است، قرار بگیرد. استارک با زره و آرک جدید خود فرا می‌رسد و تلاش می‌کند تا به رودس اخطار دهد اما وانکو که کنترل تمامی ربات‌ها را به دست گرفته به آن‌ها حمله می‌کند. همر زمانی که هپی هوگان و رومانوف برای گرفتن وانکو تلاش می‌کنند، دستگیر می‌شود. با اینکه وانکو از دست آن‌ها فرار می‌کند، رومانوف موفق می‌شود تا کنترل زره شماره ۲ را به رودس بازگرداند.
بعد از شکست دادن ربات‌ها، استارک و رودس با خود وانکو مواجه می‌شوند که برای خود زره‌ای جدید و قوی طراحی کرده‌است. هیچ‌کدام از آن دو موفق نمی‌شوند وانکو را شکست دهند تا آنکه تصمیم می‌گیرند با شلیک کردن دو موج، انفجار بزرگی بسازند. با از بین رفتن زره وانکو تمام زره‌ها به خاطر سیستم انهدام خود به خود، شروع به منفجر شدن می‌کنند تا ظاهراً ضمن کشته شدن خود وانکو، نمایشگاه را تخریب کند. استارک پپر را از مهلکه نجات می‌دهد و او نیز بعد از آنکه از مدیریت شرکت استعفاء می‌دهد، تونی استارک را می‌بوسد.
در آخر، زمانی که اندکی از یاغی گری‌های هالک نمایش داده می‌شوند، فیوری به استارک خبر می‌دهد که مرد آهنی کاندیدای مناسبی برای پروژهٔ «پیشقدمی انتقام جویان» است هر چند خود تونی استارک برای این کار مناسب نیست. استارک پیشنهاد همکاری را به شرطی قبول می‌کند که سناتور سترن مراسمی اهدای مدال شجاعت او رودس را برگزار کند که این اتفاق رخ می‌دهد.
در صحنه‌های پایانی فیلم مأمور کولسن دیده می‌شود که به دنبال چکشی در نیو مکزیکو به سر می‌برد.

## بازیگران
- رابرت داونی جونیور در نقش تونی استارک/مرد آهنی: میلیاردری که از یک گروگانگیری با ساخت زرهی با تکنولوژی فوق مدرن فرار کرده و سعی در نگهداری آن در برابر دولت می‌کند. داونی و فاورو، کسانی که از اول قسمت نخست با هم همکاری داشته‌اند، داستان فیلم را خود مشخص کرده‌اند.[۶] در مورد قهرمان بودن استارک، داونی می‌گوید: «یه جورایی قهرمانانه است، اما یک جورایی فقط از نگاه خودش.»[۷] دوانی برای این شخصیت ۲۰ پوند عضله اضافه کرد.[۸] داوین رانسوم شش ساله نیز نقش استارک کودک را بازی کرد.[۹]
- گوئینت پالترو در نقش ویریجینیا «پپر» پاتز: معشوقهٔ استارک و نزدیکترین دوست او. پپر حالا به مدیریت شرکت استارک ارتقاء رتبه یافته‌است. پالترو در مورد ارتقای رتبهٔ این شخصیت می‌گوید: «وقتی که مرد آهنی ۲ را شروع کردیم تونی و پپر یک جور بودند… همان‌طور که داستان پیش می‌رود، به پپر وظایف بیشتری محول می‌شود و دیدن رشد کردن اون لذت‌بخش است. فکر می‌کنم این شغل برای او بسیار مناسب است.»[۱۰] پالترو از همکاری با جوهانسون نیز ابراز هیجان کرد.[۱۱]
- دن چیدل در نقش کلنل جیمز «رودی» رودس: یک افسر نیروی هوایی آمریکا و دوست استارک. چیدل جایگزین ترنس هاورد در فیلم نخست شد.[۱۲] چیدل برای قبول کردن این نقش تنها چند ساعت وقت داشت بنابراین اطلاعات کافی برای این شخصیت نداشت.[۱۳] او از طرفداران کتاب‌های کامیک بود اما به خاطر سیاه‌پوست بودن هیچ وقت نتوانسته بود تا در نقش یک ابرقهرمان بازی کند.[۱۴] چیدل اعتراف کرد که تا قبل از آن که اولین قسمت مرد آهنی منتشر شود، همیشه فکر می‌کرد که مرد آهنی یک ربات است.[۱۵] در مورد قرار گرفتن در شخصیت رودس، چیدل گفت: «پیش خودم گفتم، کار اصلی من اینجا چی هست؟ دوستی با تونی و این چیزیه که ما توی فیلم کاملاً پیدا می‌کنیم، دوستی این دو زمانی که استارک به همه اعلام می‌کند "من مرد آهنی هستم!".»[۱۶] چیدل همچنین گفته بود که لباسی که برای بازی به تن کرده بود، وزنی حدود ۵۰ پوند داشت و از آهن درست شده بود و زمانی که آن را به تن می‌کرد دیگر نمی‌توانست دست خود را به صورتش برساند.[۱۷]
- اسکارلت جوهانسون در نقش ناتالی راشمن/ناتاشا رومانوف: یک جاسوس شیلد که به عنوان یک دستیار جدید به استارک کمک می‌کند. جوهانسون برای قانع کردن فاورو برای مناسب بودن این نقش موهای خود را قرمز کرد.[۱۸] او متذکر شد که با دیدن لباسی که باید طی فیلم به تن کند، "کمی ترسید!".[۱۹] وقتی که از او درخواست شد تا در آن لباس، مبارزه کند، جوهانسون پاسخ داد: «قسمتی از من میگه یعنی می‌تونم توی این حرکت کنم؟ می تونم بدوم؟ می‌تونم خودم رو با این روی کسی پرت کنم؟»[۱۹]
- سم راکول در نقش جاستین همر: رئیس شرکت همر و رقیب استارک. سم راک ول از همان فیلم نخست نقش جاستین همر را بدون خواندن فیلم‌نامه قبول کرد.[۲۰] او قبل از این هیچ چیزی در مورد شخصیت همر نمی‌دانست و حتی از انگلیسی بودن او خبر نداشت.[۲۱] راکول گفت: «من قبلاً با فاورو در فیلم ساخته کار کرده بودم و ثرو هم از دوستان قدیمی من است. آن‌ها یه جورایی ایدهٔ حضور منو پیش کوین فیگ بردند و کاری که انجام دادند شبیه به کاری بود که با جف بریجز انجام دادند اما بعداً تصمیم گرفتند تا شخصیت‌های منفی رو از هم جدا کنند؛ و واقعاً میکی [شخصیت منفی] اصلی فیلم است و من برای کمک به او آمدم.»[۲۲]
- میکی رورک در نقش ایوان وانکو: یک فیزیک‌دان روسی و کسی که با ساختن بک رآکتور آرک مختص به خود تصمیم به انتقام گرفتن از خانوادهٔ استارک می‌گیرد.[۲۳] این شخصیت ملقمه‌ای از دشمنان قدیمی مرد آهنی، شلاق و کریمسون دایمو است. رورک برای آشنایی با این شخصیت به زندان بوتریکا مراجعه کرد[۲۴] و پیشنهاد داد تا نیمی از دیالوگ‌های خودش روسی باشد.[۲۵] او همچنین پیشنهاد اضافه کردن خالکوبی، دندان طلا و طوطی را داد و پول دندان طلایی و طوطی را خود متقبل شد.[۲۶] رورکی توضیح داد که دوست نداشته تا «آدم بد تک بعدی» را بازی کند و در تلاش بوده تا شخصیتی با ارزش برای بینندگان به نمایش درآورد.[۱۵] رورک هیچ چیزی دربارهٔ کامپیوتر بلد نبود و ادای کنترل کردن دستگاه‌ها را سخت‌ترین قسمت کار خود می‌داند.[۲۷]
- ساموئل ال. جکسون در نقش نیک فیوری: فرماندهٔ شیلد. جکسون یک قرارداد برای بازی در ۹ فیلم با این شخصیت امضاء کرد.[۲۸] دربارهٔ انجام ندادن هیچ کاری در این فیلم، جکسون گفت: «ما هنوز کار نیک فیوری را به جاهای باریک نکشاندیم. او تاکنون فقط یک سخنران بوده‌است.»[۲۹]

جان فاورو بار دیگر در نقش هپی هوگان، بادیگارد و رانندهٔ شخصی استارک ظاهر می‌شود. کلارک گرگ و لزلی بیب نیز مانند گذشته در نقش‌های مأمور فیل کولسن و کریستین اورهارت دیده شدند. جان اسلاتری به عنوان هاوارد استارک، پدر تونی استارک، ظاهر شد و گری شندلینگ نیز در نقش سناتور سترن، کسی که خواهان توقیف زرهٔ استارک است، بازی کرد. پل بتانی بار دیگر جای جارویس، فوق کامپیوتر تونی استارک صداگذاری کرد. اولیویا مان در نقش کوچکی به عنوان چس رابرتز، خبرنگاری که استارک اکسپو را خبرگزاری کرد، و استن لی نیز در این فیلم حضور دارند.
مخبر تلویزیون کریستین امان‌پور و مفسر سیاسی بیل او'رایلی با شخصیت‌های خود در مرد آهنی دیده می‌شوند. آدام گولد استین نیز به جای خود بازی می‌کند. از دیگر شخصیت‌های معروف می‌توان به ایلان ماسک، رئیس شرکت تسلا موتورز و لری الیسون رئیس شرکت اوراکل اشاره کرد. تانوای رید از امیریکن گلادیاتورز نیز در نقش یک نگهبان دیده شد.

## ساخت

### آماده‌سازی

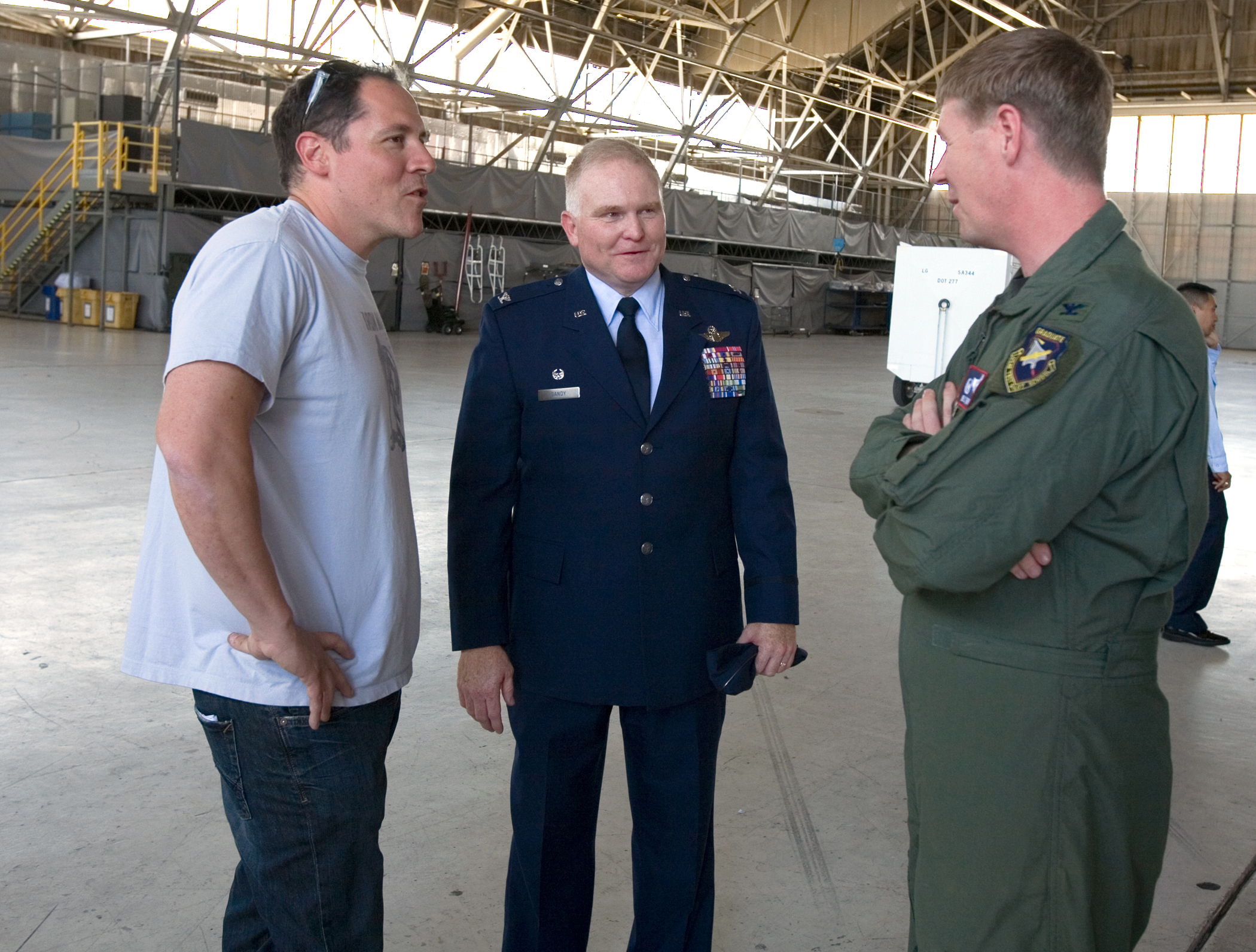
جان فاورو در ملاقاتی با یکی از اعضای نیرو ی هوایی آمریکا در زمان فیلم‌برداری از پایگاه هوایی ادواردز

ساخت یک سه‌گانه اصالتاً خواست خود جان فاورو بود. او تمایل داشت تا عوبادیا استین (جف بریجز) را به عنوان تاجر آهنی در قطب منفی قرار دهد که این کار در قسمت نخست انجام گرفت. بعد از ملاقات فاورو و چندی از نویسندگان کمیک، از جمله مایک میلر، استین به عنوان تبه کار آن قسمت انتخاب شد. میلر مدعی بود تا ماندرین، کسی که فاورو می‌خواست به عنوان تبه کار مرد آهنی ۲ باشد، بیش از حد تخیلی است. فاورو با این نظر موافقت کرد و افزود: «من همان‌طور به ماندرین نگاه می‌کنم که مردم به امپراتور در جنگ ستارگان، او رئیس اشرار است اما شما دوست دارید تا مبارزهٔ دارت ویدر را تماشا کنید. بعد شما با شلیک‌های لیزر با داستان پیش می‌روید همهٔ آن اتفاق‌ها می‌افتد. اما نمی‌توانید آنچه را که در قسمت‌های بازگشت جدایی و امیدی تازه اتفاق می‌افتد را داشته باشید. نمی‌توانید.» فاورو همچنین با مصاحبه‌های که با خبرنگاران داشت گفت: «این نسخه از ماندرین باعث می‌شود تا کلی تبه کار دیگر هم داشته باشیم.» همچنین اضافه کرد: «سازمان شیلد به نقش مهمی که در داستان دارد ادامه خواهد داد.»
در زمان آماده‌سازی، فاورو گفت تا فیلم الکلی بودن استارک را کنکاش خواهد کرد اما نسخه‌ای از شیطان در بطری نخواهد بود. داونی در این زمان مدعی شد احتمالاً مشکلات الکلی استارک به خاطر ناتوانی او با کنار آمدن با سنش، تأثیر آشکارسازی شخصیت مرد آهنی یا دوست پسر پیدا کردن پپر است. داونی بعدها توضیح داد که فیلم اقتباسی مستقیم از "شیطان در بطری" و بر اساس خط داستانی کتاب‌های کمیک نبوده، بلکه چیزی بین "فاصلهٔ فضاً و "بطری" بوده‌است. شین بلک نصیحت‌هایی دربارهٔ فیلم نامهٔ داد و به فاورو و داونی پیشنهاد کرد تا از روبرت اوپنهایمر، کسی که به خاطر کار بر روی پروژه منهتن دچار افسردگی شده بود، برای استارک الگو برداری کنند.

### فیلم‌برداری
فیلم‌برداری در ۶ آوریل ۲۰۰۹ در پاسادنا ماسونیک تمپل شروع شد. رمز پروژه راسپوتین بود. اکثریت فیلم در رالیج اسدیوز برداشت شد، هرچند از مکان‌های دیگری نیز استفاده شد. صحنه‌های پایگاه هوایی ادواردز از ۱۱ الی ۱۳ مه گرفته شد. این پایگاه در مرد آهنی نیز استفاده شده بود اما این بار فاورو از دستیاران نظامی برای این کار استفاده کرد. مسابقهٔ جایزه بزرگ موناکو نیز با کمک استودیو داونی و در ماه مه شروع و تا ژوئن طول کشید. فیلم سازان رولز-رویس فانتوم را به منطقه منتقل کردند اما صحنه‌هایی حضور در مسیر مسابقه را بعداً به کمک جلوه‌های کامپیوتری اضافه کردند. ترنر فوست به جای استارک رانندگی ماشین را به عهده داشت. در ماه ژوئن نیز خبر پیوستن جان التری در نقش هاورد استارک به گروه بازیگری منتشر شد. اولاویا مان نیز در نقشی نامعلوم حضور پیدا کرد.
پردهٔ سبز بزرگی در سد سپولودا برفراشته شد تا از آن برای ساخت نمای بیرونی نمایشگاه استارک استفاده شود. برای ساخت دیگر قسمت‌های نمایشگاه یا از کامپیوتر استفاده شد یا در دبیرستانی فیلم‌برداری شد. برای بر پا کردن پردهٔ سبز، تعداد زیادی از کانتینرهای تجاری بر روی هم انباشته شده، با تخته چند لا و گچ پوشیده شده و بعد با رنگ، سبز شدند. برای ساخت صحنه‌های محوطهٔ باز نیز از باغی ژاپنی در سنوی استدیوز در لوس آنجلس استفاده شد.
در ژانویه ۲۰۱۰، شرکت‌های آی مکس، مارول اینترتینمنت، پارامونت پیکچرز اعلام کردند که مرد آهنی ۲ شامل صحنه‌هایی با آی مکس خواهد بود. این صحنه‌ها با دوربین آی مکس گرفته نشد بلکه با کمک تکنولوژی آی مکس دی ام آر به آن فرمت تبدیل شد.

### جلوه‌های ویژه
سرپرستی جلوه‌های ویژهٔ بر عهدهٔ جنک سیرز گذاشته شد و شرکت آی ال ام مانند فیلم قبلی کارهای اصلی افکت‌ها را انجام داد. بن اسنو، سرپرست آی ال ام این فیلم را سخت‌تر از انتظار توصیف کرد.
آی ال ام با کمک برنامه‌هایی چون مایا ۵۲۷ صحنه برای این فیلم آماده کرد. کمپانی پریسپشن نیز بر روی ۱۲۵ صحنه از فیلم کار کرد. این شرکت پریسپشن بود که یک سری از وسایل استارک مانند تلفن هوشمند ال جی او را ساخت. همچین پس زمینهٔ نمایشگاه استارک، کامپیوتر لمسی میزی و کارگاه تونی استارک از طراحی‌های شرکت پریسپشن بود. در مجموع ۱۱ شرکت با هم برای ساخت جلوه‌های ویژهٔ این فیلم با هم همکاری کردند.

### موسیقی
آلبوم موسیقی متن فیلم به همراهی ای‌سی/دی‌سی در ۱۹ آوریل ۲۰۱۰ توسط کمپانی کلمبیا رکوردز و حداقل در سه نسخهٔ متفاوت (پایه، مخصوص و لوکس) منتشر شد. نسخهٔ پایه شامل یک سی دی با ۱۵ آهنگ، یک دفترچهٔ ۳۲ صفحه‌ای و یک دی وی دی شامل مصاحبه‌ها، پشت صحنه‌ها و کلیپ‌ها بود. نسخهٔ لوکس علاوه بر آن، یک نسخه از اولین کتاب‌های مرد آهنی را شامل می‌شد. در حقیقت تنها ۲ آهنگ از این آلبوم در خود فیلم استفاده شد. البته آهنگ‌هایی از اوریج وایت بند، کلش، دفت پانک، توپاک، بیستی بویز و کوئین در نظر گرفته نشد.

## انتشار
تاریخ انتشار فیلم به خاطر جام جهانی فوتبال ۲۰۱۰ جلو افتاد تا با استفاده از هیجانات فوتبال، فیلم فروش بیشتری داشته باشد.
به خاطر قرار دادی که قبلاً با شرکت والت دیزنی بسته شده بود تنها ۸٪ از فروش به کمپانی‌های مارول و پارامونت تعلق گرفت و بقیه به حساب والت دیزنی منتقل شد.

### بازاریابی
در کامیک کان سن دیگو سال ۲۰۰۹ تریلری پنج دقیقه‌ای پخش شد. عکس‌ها و کارت‌هایی از فرم استخدام شرکت استارک بین مردم پخش شد. همچنین وب سایتی برای شرکت استارک ساخته شد که خبر متوقف شدن ساخت سلاح‌های این شرکت را نشان می‌داد. تریلر این فیلم ابتدا در ۱۶ دسامبر ۲۰۰۹ به صورت اینترنتی منشتر شد. بعدها در ۷ مارس، داونی بعد از جایزه اسکار در برنامهٔ جیمی کیمل لایو! نسخه‌ای جدید را نمایش داد. شرکت‌هایی چون سیمنتک، دکتر پپر، سون ایلون، برگر کینگ، آئودی، ال جی الکترونیکس و هرشی برای تبلیغات این فیلم همکاری داشتند.

### فروش در سینما
با منتشر شدن مرد آهنی ۲ در ۲۸ آوریل ۲۰۱۰ در رتبهٔ اول فروش هفتهٔ نخست با فروشی معادل ۲٫۲ میلیون دلار در ۹۶۰ سالن تنها در اروپا دست یافت. در پنج روز با پخش در ۶٬۷۶۴ سینما در ۵۳ کشور، ۱۰۰٫۲ میلیون دلار درآمد داشت. شرکت آی مکس میزان فروش خود را ۲٫۲۵ میلیون دلار در ۴۸ سینمای آی مکس معرفی کرد که به معنی شکستن رکورد تغییرشکل‌دهندگان: انتقام شکست‌خوردگان (با فروشی معادل ۲٫۱ میلیون دلار) می‌بود.
این فیلم در هفتهٔ اول و تنها در آمریکا با نمایش در ۴٫۳۸۰ سالن درآمدی معادل ۱۲۸٫۱۲۲٬۴۸۰ دلار داشت. این میزان فروش بالا یعنی رتبهٔ پنجم پرفروش‌ترین فیلم تاریخ در هفتهٔ اول (به ترتیب بعد از فیلم‌های شوالیه تاریکی، مرد عنکبوتی ۳، گرگ و میش: ماه نو و دزدان دریایی کارائیب: صندوقچه مرد مرده.) همچنین ۹٫۸ میلیون دلار برای آی مکس تولید کرد و رکورد پیشتازان فضا (با فروش ۸٫۵ میلیون دلار) شکست.
نمایش مرد آهنی ۲ در سینماها در تاریخ ۱۹ اوت ۲۰۱۰ پایان پذیرفت و درآمد کلی خود را به ۳۱۲٫۴۳۳٬۳۳۱ دلار در آمریکای شمالی و ۳۱۱٬۵۰۰٬۰۰۰ دلار در دیگر کشورها (در مجموع ۶۲۳٬۹۳۳٬۳۳۱ دلار) رساند. این فیلم به رتبهٔ سوم پرفروش‌ترین فیلم سال ۲۰۱۰ در آمریکا و کانادا را بعد از داستان اسباب‌بازی ۳ و آلیس در سرزمین عجایب رسید. همچین رتبهٔ هفتم پر فروش‌ترین فیلم سال ۲۰۱۰ در جهان را بعد از داستان اسباب‌بازی ۳، آلیس در سرزمین عجایب، هری پاتر و یادگاران مرگ - قسمت اول، سرآغاز، شرک برای همیشه و گرگ و میش: کسوف را بدست آورد.

### فروش در بخش خانگی
این فیلم در تاریخ ۲۸ سپتامبر ۲۰۱۰ به صورت دی وی دی و بلو ری برای سینمای خانگی منتشر شد.

### جوایز
| سال  | جایزه                  | بخش                       | برنده/نامزد                                                              | نتیجه    |
| ---- | ---------------------- | ------------------------- | ------------------------------------------------------------------------ | -------- |
| ۲۰۱۰ | جوایز فیلم هالیوود     | جلوه‌های ویژهٔ سال          | مرد آهنی ۲                                                               | برنده    |
| ۲۰۱۰ | جوایز ستلایت           | بهترین صدا                | مرد آهنی ۲                                                               | نامزدشده |
| ۲۰۱۰ | جوایز ستلایت           | بهترین جلوه‌های ویژه       | مرد آهنی ۲                                                               | نامزدشده |
| ۲۰۱۰ | جوایز برگزیده نوجوانان | برگزیدهٔ صحنهٔ نبرد/اکشن    | دن چیدل و رابرت داونی جونیور (مرد آهنی و ماشین جنگ در برابر ربات‌های همر) | نامزدشده |
| ۲۰۱۰ | جوایز برگزیده نوجوانان | برگزیدهٔ شخصیت منفی        | میکی رورک                                                                | نامزدشده |
| ۲۰۱۰ | جوایز برگزیده نوجوانان | برگزیدهٔ رقص               | رابرت داونی جونیور                                                       | نامزدشده |
| ۲۰۱۱ | جوایز برگزیده مردم     | محبوب‌ترین فیلم اکشن       | مرد آهنی ۲                                                               | برنده    |
| ۲۰۱۱ | جوایز برگزیده مردم     | محبوب‌ترین فیلم            | مرد آهنی ۲                                                               | نامزدشده |
| ۲۰۱۱ | جوایز برگزیده مردم     | محبوبترین بازیگر مرد      | رابرت داونی جونیور                                                       | نامزدشده |
| ۲۰۱۱ | جوایز برگزیده مردم     | محبوبترین بازیگر اکشن     | رابرت داونی جونیور                                                       | نامزدشده |
| ۲۰۱۱ | جوایز برگزیده مردم     | محبوب‌ترین تیم بر روی صحنه | رابرت داونی جونیور و دن چیدل                                             | نامزدشده |
| ۲۰۱۱ | جوایز اسکار ۸۳ام       | بهترین جلوه‌های ویژه       | مرد آهنی ۲                                                               | نامزدشده |
| ۲۰۱۱ | جوایز ساترن ۳۷ام       | بهترین فیلم علمی-تخیلی    | مرد آهنی ۲                                                               | نامزدشده |
| ۲۰۱۱ | جوایز ساترن ۳۷ام       | بهترین بازیگر مرد         | رابرت داونی جونیور                                                       | نامزدشده |
| ۲۰۱۱ | جوایز ساترن ۳۷ام       | بهترین بازیگر مکمل زن     | اسکارلت جوهانسون                                                         | نامزدشده |
| ۲۰۱۱ | جوایز ساترن ۳۷ام       | بهترین جلوه‌های ویژه       | مرد آهنی ۲                                                               | نامزدشده |

## دنباله

### مرد آهنی ۳
کمپانی مارول تاریخ ۳ مه ۲۰۱۳ را به عنوان روز انتشار فیلم مرد آهنی ۳ اعلام کرد. فاورو در دسامبر ۲۰۱۰ گفته بود که دیگر قسمت سوم سه گانهٔ مرد آهنی را کارگردانی نخواهد کرد بنابراین کارگردانی این قسمت بر عهدهٔ شرکت شین بلک گذاشته شد.

## ریز جزییات

### شخصیت‌ها
- تونی استارک (دنیای سینمایی مارول)/مرد آهنی{دومین حضور}
- پپر پاتز{دومین حضور}
- جیمز رودز مارول/ماشین جنگ{دومین حضور}
- ناتاشا رومانوف (دنیای سینمایی مارول)/بیوه سیاه (ناتاشا رومانوف)
- جاستین همر
- ایوان وانکو مارول/ویپلش مارول{ویلن}
- رئیس نیک فیوری
- مأمور فیل کولسن{دومین حضور}
- هاوارد استارک{دومین حضور}
- جارویس{دومین حضور}
- هپی هوگان{دومین حضور}
- پیتر پارکر (دنیای سینمایی مارول){یک سکانس}

### مکان‌ها
- مسکو-روسیه{کارگاه ایوان وانکو}
- نیویورک-نیویورک (ایالت){نمایشگاه استارک-دفتر مرکزی صنایع همر}
- مونته کارلو-موناکو{هتل د پاریس-دور اتوموبیلرانی د موناکو}
- فرانسه{زندان بی۳}
- واشینگتن، دی.سی.{عمارت کنگره ایالات متحده-بنای واشینگتن}
- لنکستر، کالیفرنیا{پایگاه نیروی هوایی ادواردز}
- لس آنجلس-کالیفرنیا{دفتر مرکزی صنایع استارک}
- اینگلوود، کالیفرنیا{دونات فروشی رندی}
- ملیبو، کالیفرنیا{خانه تونی استارک}
- پانته آنتیگو-نیومکزیکو

### اتفاقات
- دوئل موناکو
- فرار از زندان بی۳
- دوئل در خانه تونی استارک
- نفوذ به دفتر مرکزی صنایع همر
- نبرد در نمایشگاه استارک

### فاز و زمان
فاز اول مارول
سال: ۲۰۱۰
فیلم قبلی: هالک شگفت‌انگیز (فیلم)
فیلم بعدی: ثور (فیلم)